# الضاحية (خيران المحرق)

تعديل مصدري - تعديل

الضاحية هي إحدى قرى عزلة مسروح بمديرية خيران المحرق التابعة لمحافظة حجة، بلغ تعداد سكانها 255 نسمة حسب تعداد اليمن لعام 2004.